# Golden Ocean Group
Golden Ocean Group — норвезька судноплавна компанія, яка зареєстрована на Бермудських островах. Спеціалізується на перевезенні насипних вантажів. Була створена у 2004 році після відділення від компанії Frontline. Акції компанії торгуються на фондовій біржі Осло. Станом на січень 2024 року 39,41 % компанії належать Джону Фредріксену через Hemen Holding. Флот складається з 93 суден, включаючи 74 власних (грудень 2022). Управління флотом проводиться через норвезьку компанію Golden Ocean Group Management AS.